# Alchemilla heteroschista
Alchemilla heteroschista é uma espécie de rosácea do gênero Alchemilla, pertencente à família Rosaceae.